# Glorious 39
Glorious 39 è un film del 2009 scritto e diretto da Stephen Poliakoff.